# Piercarlo Ghinzani
Piercarlo Ghinzani (Riviera d'Adda, 16 gennaio 1952) è un ex pilota automobilistico italiano, che corse anche in Formula 1.
È contitolare del A1 Team Italy.

## Carriera

### Gli inizi

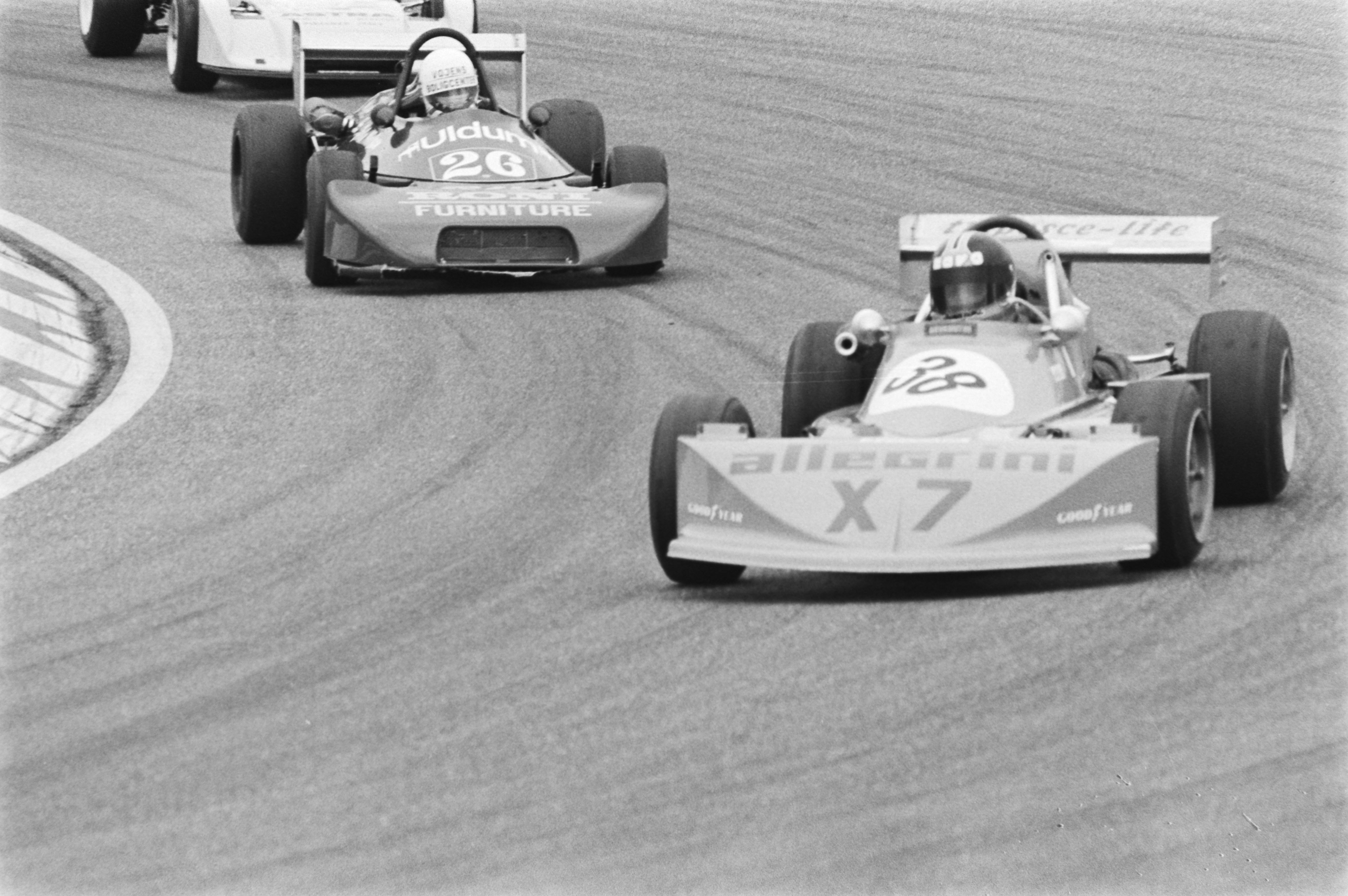
Ghinzani nel 1977 a Zandvoort, su March 773-Toyota Novamotor del team Euroracing, durante il vittorioso europeo di Formula 3.

Dopo aver ottenuto buoni risultati in Formula Ford, nel 1973 Ghinzani prese parte al campionato di Formula 3, vendendo la sua precedente vettura ad un altro pilota italiano: Bruno Giacomelli. Firmò un contratto con il team di Allegrini, che gli affidò una Brabham BT41, ma i risultati latitarono e alla fine del 1976 cambiò squadra.
Nel 1977 passò al team Euroracing, con cui vinse il campionato europeo durante la prima stagione. Dopo un'infruttuosa apparizione al campionato europeo di Formula 2, in cui colse solamente un quarto posto a Pergusa, ma venne sfavorito anche dal fatto di non disporre né di pneumatici né di un motore ufficiale, nel 1979 decise di correre nuovamente nel campionato europeo di Formula 3 con l'Alfa Romeo, con la promessa che se avesse vinto il titolo sarebbe entrato a far parte della squadra in via stabile. Dopo essersi imposto alla prima gara venne però avvicinato da Jean-Marie Balestre, presidente della FISA, che lo informò che se avesse proseguito il campionato non gli sarebbero stati comunque attribuiti punti, visto che aveva un'esperienza molto maggiore rispetto agli altri concorrenti. A detta del pilota italiano si trattò di una manovra atta a favorire Alain Prost, che si sarebbe imposto a fine campionato. Decise quindi di ripiegare sul campionato italiano di Formula 3, che vinse davanti al giovane Alboreto, e si dedicò allo sviluppo dei motori Alfa Romeo.

### Vetture sport
Nonostante i successi ottenuti, Ghinzani si ritrovò presto con poche prospettive per il prosieguo della carriera. Venne però notato da Cesare Fiorio che decise di farlo entrare nella squadra della Lancia per fargli sviluppare la Beta Montecarlo, viste le sue doti da collaudatore. Ben presto riuscì anche a prendere parte ad alcune gare del Campionato mondiale Endurance. Tra il 1980 e il 1983 fece quindi parte della squadra ufficiale Lancia Martini Racing, guidando la Beta Montecarlo, la LC1, la LC2 e aggiudicandosi in coppia con Michele Alboreto la 1000 km del Mugello del 1982.
Nel 1986 si aggiudicò la 1000 km del Fuji in coppia con Paolo Barilla, nell'ultima vittoria nel mondiale sport della Porsche 956, sempre nello stesso anno con la Porsche vince la 200 miglia di Kyalami

### Formula 1

#### Debutto e anni in Osella (1981-1985)

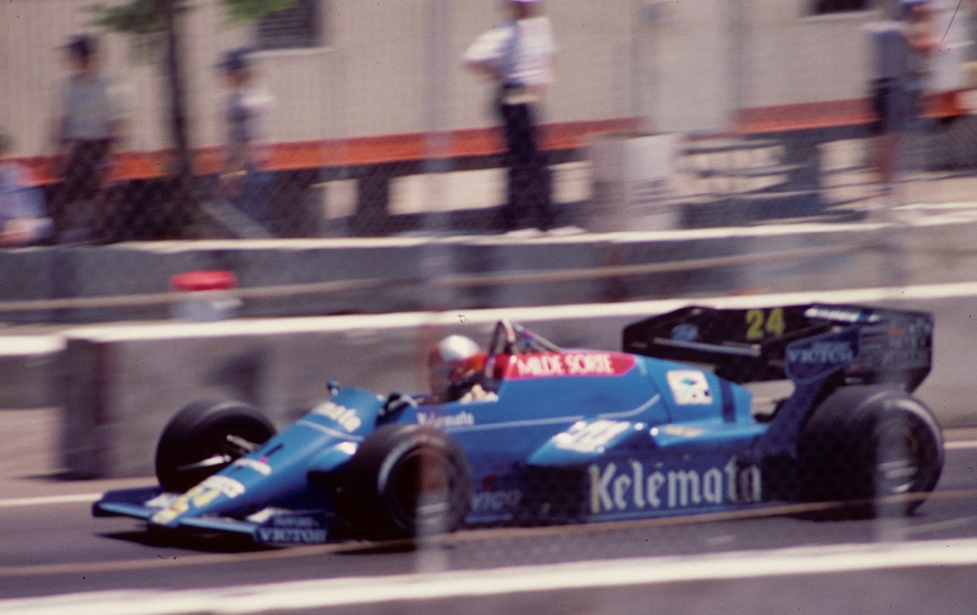
Ghinzani durante il Gran Premio degli Stati Uniti d'America 1984: in quell'occasione conquistò il secondo e ultimo piazzamento a punti nella storia dell'Osella.

Nel 1981 Ghinzani ebbe la possibilità di esordire in Formula 1: una settimana prima del Gran Premio del Belgio, senza mai aver effettuato alcun test su una vettura della massima serie, venne chiamato dalla Osella in sostituzione dell'infortunato Miguel Ángel Guerra. Dopo aver ottenuto il tredicesimo posto all'esordio, fallì la qualificazione a Monaco e lasciò il posto a Giorgio Francia.
Tornò nella massima serie automobilistica nel 1983. Inizialmente sostenne dei test con la Tyrrell risultando più veloce di vari piloti tra cui Michele Alboreto, Danny Sullivan, Chico Serra e Stefan Johansson, ma alla fine fu costretto ad accasarsi nuovamente all'Osella, con cui corse per la maggior parte della carriera. La stagione, però, si rivelò difficile: le FA1D e FA1E erano poco competitive soprattutto a causa del motore Alfa Romeo, più pesante e meno potente di quello delle squadre rivali. Ghinzani concluse il solo Gran Premio d'Austria e mancò più volte la qualificazione.
Migliore fu la stagione 1984. La nuova vettura era più competitiva della precedente, ma al Gran Premio del Sudafrica fu vittima di uno spettacolare incidente. La macchina si spezzò in due parti e il carburante venne sparso per il circuito e un maldestro intervento di un commissario di percorso scatenò un incendio. Il pilota se la cavò con alcune ustioni, ma decise comunque di forzare i tempi del suo rientro, tornando a disposizione già per il Gran Premio del Belgio. Al Gran Premio di Dallas Ghinzani ottenne, però, i suoi primi e unici punti in carriera ottenendo un quinto posto in una gara caratterizzata da condizioni estreme. Il suo piazzamento permise al team di ottenere i soldi sufficienti per completare la stagione senza patemi finanziari. L'Osella si dimostrò competitiva pure al Gran Premio d'Italia e il pilota riuscì ad occupare la terza posizione, ma, avendo ignorato gli ordini di scuderia che gli indicavano di rallentare a causa di un anomalo consumo di benzina, Ghinzani fu costretto al ritiro. Concluse quindi diciannovesimo in classifica con due punti ottenuti. Durante l'anno si prospettò anche la possibilità di un passaggio alla Williams, grazie anche all'intercessione del conte Zanon, ma alla fine gli venne preferito Nigel Mansell.
Confermato dalla Osella per il 1985, la stagione iniziò sulla falsa linea della precedente. La squadra, però, era sempre più a corto di fondi e, a partire dal Gran Premio di Germania, Ghinzani venne sostituito da Huub Rothengatter, in grado di apportare un budget sufficiente per terminare la stagione. Il pilota italiano, all'epoca tester ufficiale delle gomme Pirelli, riuscì a trovare un accordo con la Toleman, passata nelle mani dei Benetton, perché gli affidasse una seconda vettura con il compito di sviluppare gli pneumatici e già in Austria tornò in pista. Nonostante qualche buona prestazione in qualifica, a causa dell'inaffidabilità della monoposto, non riuscì mai a giungere al traguardo e in due occasioni non poté nemmeno prendere il via. Chiuse quindi la stagione senza punti e, senza alcuna possibilità di essere confermato per il 1986, si accordò nuovamente con l'Osella.
Ritornato alla Osella nel 1986, visse una stagione durissima per i problemi finanziari del team e nel 1987 passò alla Ligier al fianco di René Arnoux.

#### Gli ultimi anni (1987-1989)
1987

Ghinzani nell'abitacolo della Ligier JS29 sulla griglia di partenza del Gran Premio di San Marino 1987

L'ingaggio di Ghinzani alla Ligier fu favorito dalla sua conoscenza dei motori Alfa Romeo e dalle sue buone capacità di collaudatore per lo sviluppo della vettura. La casa di Arese era però stata da poco acquisita dalla FIAT, la quale non era intenzionata a continuare il programma di Formula 1 per i suoi costi. Il pretesto venne fornito dai commenti negativi sul propulsore fatti da Arnoux dopo i primi test e la FIAT decise quindi di sospendere la fornitura. A meno di un mese dall'inizio del mondiale si dovette dunque modificare la vettura per adattarla ai nuovi propulsori Megatron, compromettendo quindi il lavoro svolto fino a quel momento. La stagione si preannunciò molto difficile per Ghinzani, anche per il fatto che essendo la seconda guida aveva a disposizione treni di gomme meno efficienti in qualifica, visto che gli pneumatici più morbidi spettavano ad Arnoux.
Dopo aver saltato la prima gara stagionale per permettere alla squadra di adattare il nuovo motore alla monoposto, l'esordio fu al Gran Premio di San Marino, in cui Ghinzani fu costretto al ritiro. Durante la stagione raramente la vettura si mostrò competitiva e anche nelle poche volte in cui l'italiano poteva lottare nelle posizioni di testa, come in Germania dove era risalito fino alla quinta piazza, fu costretto ad abbandonare per un guasto meccanico. A fine stagione il miglior risultato fu un settimo posto e Ghinzani non ottenne alcun punto.
1988-1989
Il 1988 vide Ghinzani correre per la Zakspeed ottenendo come miglior risultato due quattordicesimi posti, per poi tornare l'anno successivo e chiudere la carriera in F1 con la Osella prendendo il via solo a tre gare senza riuscire concluderle.

#### Risultati completi
| 1981 | Scuderia | Vettura |  |  |  |  |    |    |  |  |  |  |  |  |  |  |  |  |  | Punti | Pos. |
| ---- | -------- | ------- |  |  |  |  | -- | -- |  |  |  |  |  |  |  |  |  |  |  | ----- | ---- |
| 1981 | Osella   | FA1B    |  |  |  |  | 13 | NQ |  |  |  |  |  |  |  |  |  |  |  | 0     |      |

| 1983 | Scuderia | Vettura     |    |    |    |    |    |    |     |    |     |     |    |    |     |     |     |  |  | Punti | Pos. |
| ---- | -------- | ----------- | -- | -- | -- | -- | -- | -- | --- | -- | --- | --- | -- | -- | --- | --- | --- |  |  | ----- | ---- |
| 1983 | Osella   | FA1D e FA1E | NQ | NQ | NQ | NQ | NQ | NQ | Rit | NQ | Rit | Rit | 11 | NQ | Rit | Rit | Rit |  |  | 0     |      |

| 1984 | Scuderia | Vettura |     |    |     |    |    |   |     |     |   |   |     |     |     |   |     |     |  | Punti | Pos. |
| ---- | -------- | ------- | --- | -- | --- | -- | -- | - | --- | --- | - | - | --- | --- | --- | - | --- | --- |  | ----- | ---- |
| 1984 | Osella   | FA1F    | Rit | NP | Rit | NQ | 12 | 7 | Rit | Rit | 5 | 9 | Rit | Rit | Rit | 7 | Rit | Rit |  | 2     | 19º  |

| 1985 | Scuderia       | Vettura           |    |   |    |    |     |     |    |     |  |    |     |    |     |     |     |     |  | Punti | Pos. |
| ---- | -------------- | ----------------- | -- | - | -- | -- | --- | --- | -- | --- |  | -- | --- | -- | --- | --- | --- | --- |  | ----- | ---- |
| 1985 | Osella Toleman | FA1F e FA1G TG185 | 12 | 9 | NC | NQ | Rit | Rit | 15 | Rit |  | NP | Rit | NP | Rit | Rit | Rit | Rit |  | 0     |      |

| 1986 | Scuderia | Vettura     |     |     |     |    |     |     |     |     |     |     |     |    |     |     |     |     |  | Punti | Pos. |
| ---- | -------- | ----------- | --- | --- | --- | -- | --- | --- | --- | --- | --- | --- | --- | -- | --- | --- | --- | --- |  | ----- | ---- |
| 1986 | Osella   | FA1G e FA1H | Rit | Rit | Rit | NQ | Rit | Rit | Rit | Rit | Rit | Rit | Rit | 11 | Rit | Rit | Rit | Rit |  | 0     |      |

| 1987 | Scuderia | Vettura |  |     |   |    |     |     |    |     |    |   |   |     |     |     |    |     |  | Punti | Pos. |
| ---- | -------- | ------- |  | --- | - | -- | --- | --- | -- | --- | -- | - | - | --- | --- | --- | -- | --- |  | ----- | ---- |
| 1987 | Ligier   | JS29    |  | Rit | 7 | 12 | Rit | Rit | SQ | Rit | 12 | 8 | 8 | Rit | Rit | Rit | 13 | Rit |  | 0     |      |

| 1988 | Scuderia | Vettura |    |     |     |    |    |    |    |    |    |    |     |     |    |    |    |     |  | Punti | Pos. |
| ---- | -------- | ------- | -- | --- | --- | -- | -- | -- | -- | -- | -- | -- | --- | --- | -- | -- | -- | --- |  | ----- | ---- |
| 1988 | Zakspeed | 881     | NQ | Rit | Rit | 15 | 14 | NQ | SQ | NQ | 14 | NQ | Rit | Rit | NQ | NQ | NQ | Rit |  | 0     |      |

| 1989 | Scuderia | Vettura |     |     |     |     |     |     |     |     |     |     |     |     |     |     |     |     |  | Punti | Pos. |
| ---- | -------- | ------- | --- | --- | --- | --- | --- | --- | --- | --- | --- | --- | --- | --- | --- | --- | --- | --- |  | ----- | ---- |
| 1989 | Osella   | FA1M    | NPQ | NPQ | NPQ | NPQ | NPQ | NPQ | NPQ | NPQ | NPQ | Rit | NPQ | NPQ | NPQ | Rit | NPQ | Rit |  | 0     |      |

| Legenda | 1º posto     | 2º posto | 3º posto    | A punti         | Senza punti/Non class.  | Grassetto – Pole position Corsivo – Giro più veloce |
| Legenda | Squalificato | Ritirato | Non partito | Non qualificato | Solo prove/Terzo pilota | Grassetto – Pole position Corsivo – Giro più veloce |

### Dopo la Formula 1
Terminata l'esperienza in massima serie intraprese la carriera da costruttore. Nel 1992 fondò il suo team e due anni dopo prese parte al campionato di F3 italiana. Tra il 2000 e il 2001 la sua squadra disputò i campionati di Formula 3000 e F3 tedesca. È stato inoltre proprietario del team italiano di A1 Grand Prix.